# محاکمه تعرض جنسی تیلور سوئیفت
محاکمه تجاوز جنسی تیلور سوئیفت یک پرونده حقوقی بود که در دادگاه منطقه ای ایالات متحده، منطقه کلرادو برگزار شد. طرفین درگیر این محاکمه شامل دیوید مولر، دی جی سابق بود که به اتهام افترا علیه تیلور سوئیفت خواننده و ترانه‌سرا، پرونده تشکیل داد. مولر ادعا کرد که سویفت را به اشتباه در پی حادثه ای در دیدار و خوشامدگویی سال ۲۰۱۳ متهم کرده‌است. سوئیفت سپس از مولر به دلیل تجاوز جنسی علیه او شکایت کرد و خواستار ۱ دلار غرامت شد. محاکمه یک هفته به طول انجامید و از ۷ اوت ۲۰۱۷ آغاز شد و هر دو در دادگاه حاضر شدند. این جلسه در ۱۴ اوت ۲۰۱۷ به پایان رسید و هیئت منصفه به نفع سوئیفت رای داد و به مولر دستور داد ۱ دلار به او پرداخت کند.
این محاکمه با توجه به جایگاه سوئیفت به عنوان یک چهره مشهور مورد توجه رسانه‌ها قرار گرفت. اخبار و رسانه‌ها، روزانه جزئیات این پرونده و واکنش مردم را گزارش می‌کردند. در بیانیه ای که سوئیفت پس از محاکمه منتشر کرد، او دلیل خود برای شکایت متقابل را این دانست که به دیگران اجازه دهد در صورتی که قربانی حمله شده باشند، بتوانند از خود دفاع کنند. این پرونده فقط چند ماه قبل از جنبش من نیز اتفاق افتاد. در این بیانیه، او همچنین متعهد شد که به سازمان‌هایی کمک کند که هزینه‌های قانونی قربانیان تجاوز جنسی که از خود دفاع می‌کنند را تأمین کنند.

## زمینه

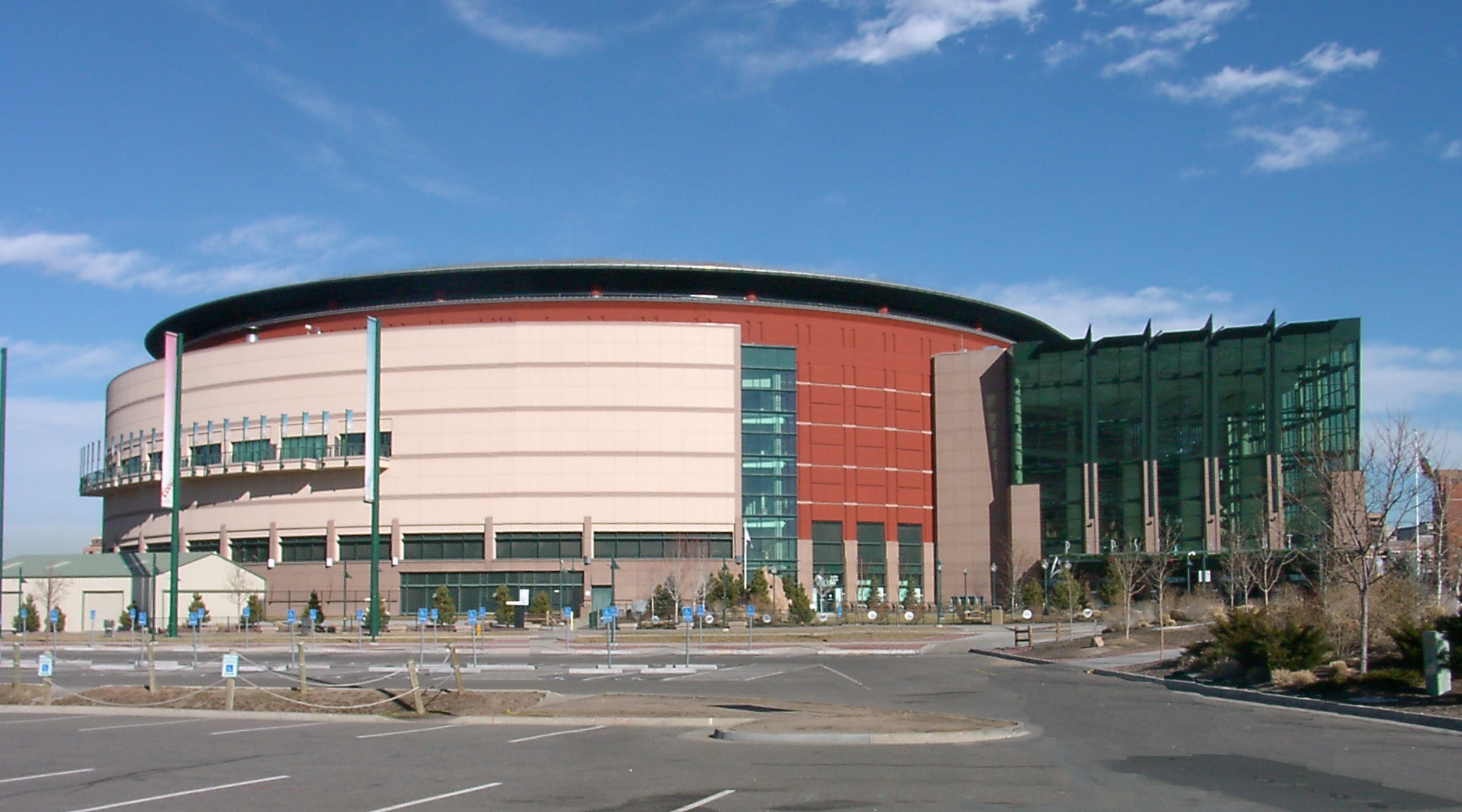
ورزشگاه پپسی، محل برگزاری کنسرت و ملاقات

در ۲ ژوئن ۲۰۱۳، سوئیفت در حالی که در سومین تور کنسرت خود بود، قبل از یکی از کنسرتهای خود در مرکز پپسی در دنور، کلرادو، در جلسه ملاقات پیش از اجرا که توسط رادیو KYGO برگزار شد، شرکت کرد. تعداد زیادی از طرفداران و کارکنان ایستگاه در این مراسم حضور داشتند، مهمانان دعوت شده بودند تا قبل از عکس گرفتن ، با سوئیفت ملاقات کنند. در این مراسم، سوئیفت با مولر، کارمند رادیو و دوست دخترش، شانون ملچر، که او هم کارمند رادیو بود، عکس گرفت. سویفت ادعا می‌کند که در طول عکس، مولر دست خود را زیر لباس سویفت برده و باسن او را گرفته‌است. بلافاصله پس از این حادثه، هنگامی که مولر و ملچر از اتاق خارج شدند، سوئیفت آن را به مادر، مدیر تور، عکاس و اعضای تیم امنیتی خود گزارش کرد.
در پی این گزارش، تیم امنیتی سوئیفت با مولر در پشت صحنه ملاقات کرد و او را متهم کرد که به‌طور نامناسب سویفت را لمس کرده‌است، که منجر به اخراج وی از کنسرت شد. این حادثه همچنین به رادیو KYGO گزارش شد و مولر پس از انجام تحقیقات، از رادیو اخراج شد.

### طرح دعوی در دادگاه

رسانه‌ها معتقد بودند که سوئیفت در موزیک ویدئوی خود برای " ببین مرا به چه کارهایی واداشتی " به محاکمه اشاره کرده‌است. در صحنه یک اسکناس یک دلاری در سمت چپ سوئیفت در وان حمام پر از الماس نشان داده می‌شود.

در سپتامبر ۲۰۱۵، مولر از سوئیفت به دلیل افترا شکایت کرد و ادعا کرد که هرگز باسن سویفت را زیر دامن لمس نکرده‌است. او ادعا کرد که در نتیجه این ادعای دروغین شغل خود را به اشتباه از دست داده‌است، چهره عمومی او مخدوش شده و به‌طور غیر موجهی از هرگونه کنسرت آینده سوئیفت محروم شده‌است. در شکایت وی آمده‌است:
"این ادعا که آقای مولر دامن خانم سوئیفت را بلند کرد و باسن او را گرفت، در حالی که دوست دخترش او را همراهی می‌کرد، و همچنین جلوی عکاس خانم سوئیفت و پرسنل امنیتی کاملا آموزش دیده خانم سوئیفت، مزخرف است، به خصوص با توجه به اینکه دامن خانم سوئیفت با توجه به عکس در جای خود قرار دارد و بلند نمی‌شود ".
مولر تقریباً ۳ میلیون دلار درخواست غرامت کرد، وی با بیان اینکه او سالانه ۱۵۰٬۰۰۰ دلار در KYGO درآمد داشت و مشاغل رادیویی «می‌تواند بیش از ۲۰ سال طول بکشد». او در شکایت خود تصدیق کرد که سوئیفت مورد تعرض قرار گرفته‌است اما در عوض ادی هاسکل، کارمند KYGO را مقصر دانست و مدعی شد که این یک هویت اشتباه به نمایندگی از سویفت و تیمش بوده‌است. همچنین وی در شکایتش از نام فرانک بل، مدیر تبلیغات رادیو KYGO و آندره مادر سوئیفت نیز نام برد.
ماه بعد سویفت شکایت متقابلی ارائه کرد. او در شکایت خود اظهار داشت که کاملاً می‌داند چه کسی به او حمله کرده‌است و مولر را فردی نامید که عمداً باسنش را به‌طور نامناسب و بدون اجازه او فشار داده‌است. در این شکایت همچنین آمده‌است که مولر قبل از شروع به کار در KYGO، از ماه مه ۲۰۰۶ در رادیو کار نکرده بود و قبل از آن دو بار از سمت‌های رادیویی اخراج شده بود. سوئیفت در شکایتش محاکمه از طریق هیئت منصفه خواستار شد و اظهار داشت که هر پولی که از این محاکمه بدست آورد به سازمان‌های خیریه اهدا می‌شود که از زنان در برابر تجاوز جنسی و سایر اقدامات خشونت‌آمیز محافظت می‌کنند.
در ۲۶ ژوئیه ۲۰۱۶، سویفت از دادگاه درخواست کرد که عکس ملاقات او با مولر در سال ۲۰۱۳ در دسترس عموم قرار نگیرد و قاضی مدارک را مهر و موم کند. تصویر مورد بحث بعداً در نوامبر ۲۰۱۶ توسط وب سایت TMZ فاش شد. سوئیفت در اظهارات خود شرح رویداد خود را به‌طور مفصل بیان کرد و مدعی شد مولر عمداً دست خود را از روی لباس بلند کرده و باسنش را لمس کرده‌است. سوئیفت توضیح داد که می‌داند تصادفی نیست وقتی او سعی کرد با سرعت حرکت کند و دستش هنوز آنجا بود، و اظهار داشت که «هرگز از هیچ چیز در زندگی مطمئن نبوده‌است».
در ۳۱ مه ۲۰۱۷، قاضی ویلیام مارتینز تصمیم گرفت که هیئت منصفه در مورد نتیجه محاکمه تصمیم‌گیری کنند.
تقریباً دو ماه بعد، در ۱۹ ژوئیه ۲۰۱۷، مولر به دلیل از بین بردن شواهد کلیدی توسط قاضی مارتینز تحریم شد. وی در اظهارنامه خود فاش کرد که فقط فایل‌های صوتی ملاقات دو ساعته خود با تماس تلفنی را که در تلفن خود ضبط کرده بود، ویرایش کرده‌است. او ادعا کرد که هنگام ریختن قهوه روی صفحه کلید لپ تاپ و گم شدن یا پرتاب کردن سایر وسایل الکترونیکی، پرونده‌های کامل آسیب دیده‌اند.

## محاکمه
محاکمه روز دوشنبه ۷ اوت ۲۰۱۷ با حضور مولر، سویفت و تیم‌های حقوقی مربوط آغاز شد. در این روز از قضات قضایی احتمالی در مورد عینیت آنها در قبال پرونده سؤال شد. از نامزدها در مورد اینکه آیا آنها طرفدار موسیقی سوئیفت یا مولر هستند، سؤال شد. سوالات در مورد سوئیفت از نامزدها می‌پرسید آیا به موسیقی او گوش داده‌اند، در کنسرت‌های او شرکت کرده‌اند، فیلم‌های او را تماشا کرده‌اند و آلبوم او را خریداری کرده‌اند. سوالات همچنین بررسی می‌کردند که آیا تا کنون هیئت منصفه به‌طور نامناسبی مورد اهانت قرار گرفته یا خیر یا متهم شده‌اند که بدون اجازه آنها با شخص دیگری تماس گرفته‌است. از بین ۶۰ نفر در مجموع هشت نفر به عنوان هیئت منصفه انتخاب شدند، شش زن و دو مرد.
روز بعد، وکلای سوئیفت و مولر اظهارات اولیه خود را ارائه کردند. داگلاس بالدریج، وکیل سوئیفت، با بیان اینکه سوئیفت "از طرف همه زنان موضع‌گیری می‌کند" و این حادثه را یک حمله در محل کار توصیف کرد. بیب مک فارلند، وکیل مولر در ادامه مدعی شد که مولر، سوئیفت را به‌طور نامناسبی لمس نکرده‌است و این حادثه برای مولر "کار رویایی [او]" هزینه داشته‌است. به دنبال اظهارات آغازین، مولر شهادت خود را اعلام کرد و اظهار داشت که دست او با قسمتی از بدن او که به نظر می‌رسد دنده‌های او است تماس داشته‌است.
در ۹ اوت ۲۰۱۷، مادر سوئیفت، آندره، موضع‌گیری کرد تا جزئیات خاطرات خود از این حادثه را توضیح دهد. او توضیح داد که چگونه بیمار شده‌است پس از اطلاع از آنچه اتفاق افتاده‌است و وقتی عکس را دید بلافاصله به دخترش گفت که چقدر ناراحت شده‌است.
در روزهای بعد، شاهدان متعددی شهادت دادند. روز پنجشنبه، ۱۱ اوت، استفانی سیمبک، عکاس سویفت، روی موضع ایستاد تا آنچه را که هنگام عکس گرفتن دیده بود بازگو کند. روز بعد، گرگ دنت ، محافظ سابق بدن سوئیفت نیز شهادت داد. پس از آن، شانون، دوست دختر سابق مولر، گفت که او در حال تماشای محل قرارگیری دستهای مولر نبوده و عکس را با سرعت بالا توصیف کرده‌است. رایان کلیش، میزبان KYGO 98.5 مولر، شهادت داد که او در ابتدا فکر می‌کرد این اتهامات یک شوخی است زیرا او از مولر نمی‌دانست که به زنان بی‌احترامی می‌کند.
روز جمعه، ۱۲ اوت، قاضی مارتینز شکایت مولر بر علیه سویفت را با استناد به عدم شواهد کافی رد کرد.
دادگاه در ۱۴ اوت ۲۰۱۷ به پایان رسید. هر دو تیم حقوقی اظهارات پایانی خود را قبل از ساعت‌ها بحث و گفتگو با هیئت منصفه اعلام کردند. در نهایت هیئت منصفه تصمیم گرفت که مولر در جریان دیدار ۲۰۱۳ به سوئیفت حمله کرده و باید ۱ دلار به او بدهد. هیئت منصفه همچنین تصمیم گرفت که آندریا سویفت و فرانک بل هیچ تأثیری در فسخ قرارداد مولر نداشتند.

## واکنش عمومی
در دو سال منتهی به محاکمه، خبرگزاری‌های متعددی مقالاتی دربارهٔ این حادثه نوشتند که باعث افزایش توجه عمومی شد. به دنبال اخبار مربوط به این پرونده حقوقی، بسیاری از مردم در شبکه‌های اجتماعی به مسخره کردن آن پرداختند
در حین محاکمه، کارکنان Craftsy، یک وب سایت طراحی و ساخت و ساز مبتنی بر دنور که درست روبروی اتاق دادگاه قرار دارد، شروع به قرار دادن یادداشت‌های پس از آن در پنجره‌های دفاتر خود کردند. این یادداشت‌ها متن و نام آهنگ‌های دیسکوگرافی سوئیفت را از جمله " بی‌باک "، " می‌دانستم تو مشکل‌سازی " (که به صورت حروف در قالب جمله‌بندی شده بود) و " از ذهنم پاکش کنم " به عنوان نشانه‌هایی از تشویق و حمایت از خواننده در هنگام حضور در دادگاه بیان می‌کردند.
در طول نمایش سوئیفت در تمپا بی از ورزشگاه شهرت وی در ۱۴ اوت ۲۰۱۸، یک سالگی محاکمه، طرفداران حاضر در تماشاگران اسکناس‌های ۱ دلاری را به افتخار او به عنوان نمادی از حمایت از او جمع‌آوری کردند. سوئیفت قبل از ادامه فهرست فهرست تورها و پخش ترکیبی از " روز سال نو " و " زنده باد " در مورد قربانیان تجاوز جنسی سخنرانی کرد.
وی در سخنرانی سوئیفت اظهار داشت: "یک سال پیش من در استادیوم فروخته شده در تمپا بازی نمی‌کردم، من در یک دادگاه در دنور، کلرادو بودم. این روزی است که هیئت منصفه به نفع من انتخاب شد و گفت که آنها به من اعتقاد دارند. " او همچنان در مورد اعتقاد قربانیان صحبت می‌کرد و از کسانی که اعتقاد نداشتند یا بسیار ترسیده بودند از ترس اعتقاد نداشتن عذرخواهی می‌کرد. او سخنان خود را با تشکر از کسانی که از او در "واقعاً بخش وحشتناک زندگی" حمایت کرده بودند، بسته و به این فکر کرد که اگر مردم او را باور نمی‌کردند، زندگی او کجا می‌بود.